# 青木大吉

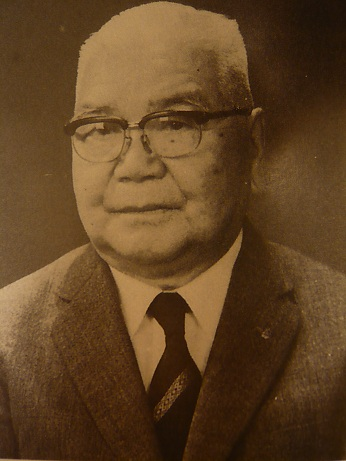
青木大吉

青木 大吉（あおき だいきち、1896年（明治29年）7月2日 - 1994年（平成6年）1月12日）は、日本の公認会計士、税理士。大日本帝国海軍の軍人（最終階級は主計大佐）で、第二次世界大戦後は民間の会計士となり、東京虎ノ門、福岡（「第一公認会計士事務所」）、佐世保に事務所を開く。等松農夫蔵と現在のデロイト トウシュ トーマツの日本のもととなる監査法人事務所を創立した。日本の原価計算の祖と呼ばれる。

## 経歴

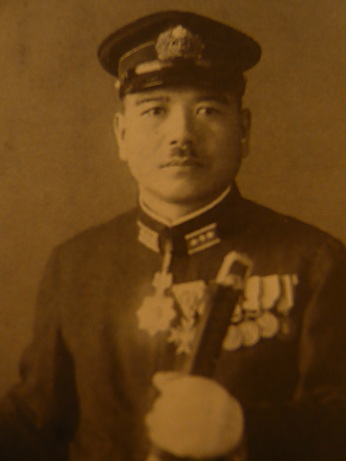
大日本帝国海軍時代

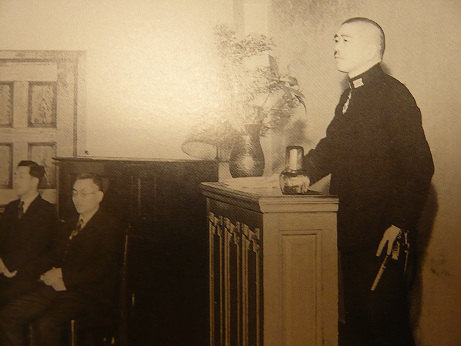
海軍大学校教官時代（1939年撮影）

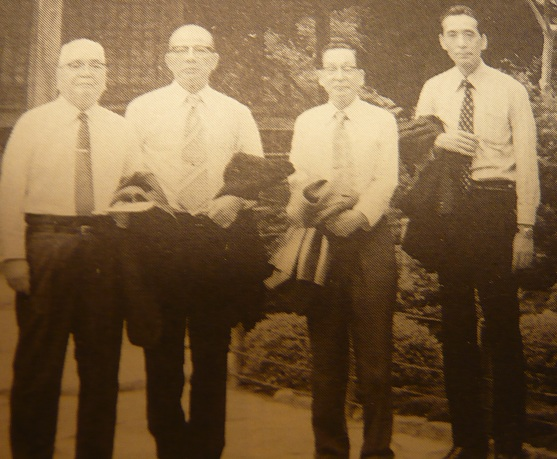
公認会計士時代。左端が青木大吉。右端が有働博明。

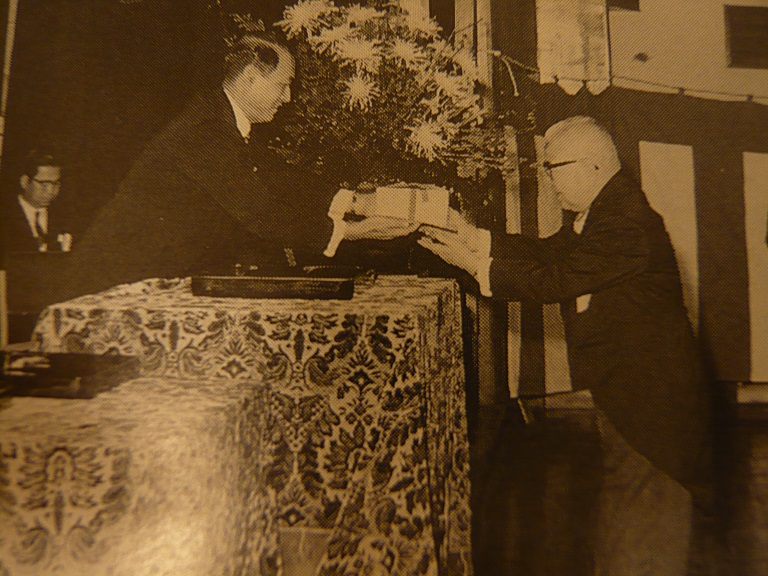
銀杯の授与

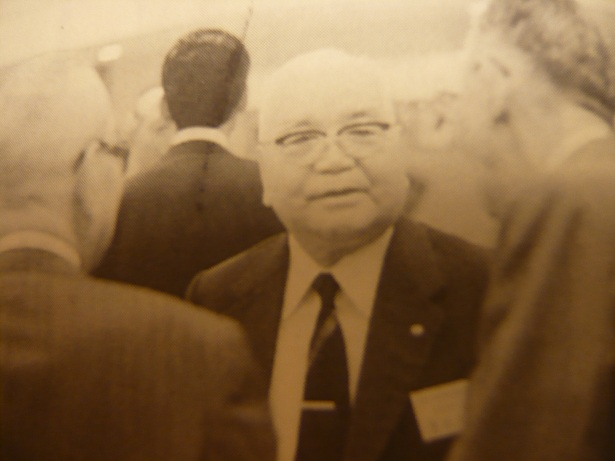
等松・青木監査法人（現・デロイト トウシュ トーマツ）創立10周年記念パーティー（1978年10月）

- 1896年（明治29年）佐賀県七山村（現唐津市）に生まれる。佐賀県立唐津中学校卒業後、海軍経理学校に入校。
- 1919年（大正8年）10月30日　海軍経理学校生徒卒業
- 1920年（大正9年）4月1日　海軍経理学校普通科学生卒業。艦船部隊勤務、戦艦「比叡」乗組
  - 8月1日 海軍主計少尉
  - 8月30日 正八位
- 1921年（大正10年）12月2日　第22駆逐隊。
- 1922年（大正11年）2月16日　第3艦隊司令部
  - 5月10日　海軍潜水学校
  - 12月1日 海軍主計中尉
  - 12月28日 従七位。
- 1923年（大正12年）4月 海防艦「磐手」乗組
  - 6月 練習艦隊
- 1924年（大正13年）5月10日 第14駆逐隊主計長心得
  - 12月1日 海軍主計大尉
  - 12月29日　正七位。
- 1925年（大正14年）2月17日 馬公要港部部員兼分隊長
- 1926年（大正15年）12月1日 第14駆逐隊主計長
- 1927年（昭和2年）11月1日 呉鎮守府、呉海軍工廠長承令服務
- 1928年（昭和3年）11月16日 広海軍工廠会計部工場庫主管兼会計部部員
- 1929年（昭和4年）8月24日　海軍省人事局服務
  - 11月30日　海軍経理学校高等科学生入学
- 1930年（昭和5年）11月24日　海軍経理学校高等科学生卒業
  - 12月1日　軽巡洋艦「神通」主計長兼分隊長。
- 1931年（昭和6年）12月1日　海軍主計少佐、呉海軍工廠会計部工場庫主管兼会計部部員。
- 1933年（昭和8年）12月1日　海軍経理学校選科学生入学
- 1934年（昭和9年）11月14日　海軍経理学校選科学生卒業
  - 11月15日　呉海軍工廠会計部工場庫主管兼会計部部員。
- 1936年（昭和11年）12月1日　海軍主計中佐
- 1937年（昭和12年）10月25日　海軍艦政本部部員
  - 11月15日　海軍大学校教官。
- 1939年（昭和14年）11月1日　海軍経理学校教官
- 1940年（昭和15年）4月29日　勲三等旭日章
  - 8月15日　海軍省経理局局員兼職
- 1941年（昭和16年）5月15日　海軍省経理局局員
  - 10月15日　海軍主計大佐、海軍省経理局第六課長。
- 1943年（昭和18年）6月1日　第一南遣艦隊主計長
- 1944年（昭和19年）6月1日　横須賀海軍工廠会計部計算課長
- 1945年（昭和20年）2月15日　第二海軍技術場会計部長
  - 6月1日　正五位
  - 11月15日　佐世保海軍経理部長兼佐世保鎮守府主計長
  - 11月30日　予備役被仰付
  - 12月1日　佐世保地方復員局経理部長、第二復員官（高等官三等）。
- 1946年（昭和21年）4月1日　復員事務官（二級）
- 1947年（昭和22年）4月30日　依頼免本官
  - 6月28日　計理士登録。
  - 11月28日　公職追放の仮指定を受ける[2]。
- 1950年（昭和25年）2月25日　日本公認会計士協会常務理事
  - 4月10日　公認会計士登録
  - 5月12日　日本公認会計士協会九州支部長
- 1951年（昭和26年）9月26日　日本公認会計士協会北九州支部長
- 1953年（昭和28年）8月　九州産業経理協会理事長
- 1955年（昭和30年）4月1日　福岡大学非常勤講師（会計学）
- 1956年（昭和31年）4月1日　長崎県立短期大学非常勤講師（原価計算）
- 1959年（昭和34年）4月1日　福岡大学非常勤講師（税法）
- 1966年（昭和41年）12月1日　日本公認会計士協会副会長
- 1967年（昭和42年）9月1日　公認会計士第3次試験委員
- 1968年（昭和43年）5月8日　等松・青木・津田・塚田・青木・宇野・月下部会計事務所（現・有限責任監査法人トーマツ）創立[1]、代表社員
- 1969年（昭和44年）2月     等松・青木・津田・塚田・青木・宇野・月下部会計事務所を 等松・青木監査法人に名称変更[1]
- 1969年（昭和44年）6月23日　日本公認会計士協会相談役
- 1971年（昭和46年）8月　公認会計士資格審査会委員
  - 12月23日　銀杯
- 1972年（昭和47年）2月17日　現・デロイト トウシュ トーマツ包括代表社員
- 1973年（昭和48年）10月8日　大蔵大臣章
- 1979年（昭和54年）6月1日　現・デロイト トウシュ トーマツ本部および地区相談役
- 1994年（平成6年）1月12日　現役（相談役）のまま　自宅にて永眠

## 著書

### 単著
- 『海軍の工場監査に就て』計理士会〈講演録 第17冊〉、1942年11月。全国書誌番号:44019561。
- 『原価計算』千倉書房、1943年7月。全国書誌番号:96090482。

### 共著
- 尾高澄、青木大吉『簿記会計 日本公認会計士協会主催検定試験1級（財務諸表論・原価計算）』中央経済社、1960年。全国書誌番号:53014899。

### 監修
- 日本原価計算協会編 編『統一原価計算全集 第2巻』千倉書房、1943年。全国書誌番号:46022100。